# 南双庙镇 (魏县)
南双庙乡，是中华人民共和国河北省邯郸市魏县下辖的一个乡镇级行政单位。

## 行政区划
南双庙乡下辖以下地区：
双庙南村、双庙北村、双庙中村、河岸上村、聂街村、西照河村、集村东村、简庄村、狮子口村、青华村、尹野马村、申铺村、王村、大李村、安乐村、马街村、郭街村、薛庄村、董庄村、吕街村、申村、曹也马村、汤村、小姜村、朱村、集村西村和马村。